# Rafael Correa
Rafael Correa, ekvadorski politik in ekonomist, * 6. april 1963, Guayaquil, Ekvador.
Bucaram je bil med letoma 2007 in 2017 predsednik Ekvadorja.  
| Predhodnik: Alfredo Palacio | Predsednik Ekvadorja 2007- danes | Naslednik: – |

1. ↑  Brockhaus Enzyklopädie
2. ↑  Roglo — 1997.
3. ↑  Munzinger Personen
4. ↑  http://news.bbc.co.uk/2/hi/americas/6187364.stm